# 주파키스탄 대한민국 대사관
주파키스탄 대한민국 대사관(우르두어: پاکستان میں جمہوریہ کوریا کا سفارت خانہ)은 1983년 파키스탄 이슬라마바드에 개설된 대한민국 외교부 소속의 대사관이다. 이 공관은 주카라치 대한민국 분관을 산하 공관으로 두고 있다.

## 역사
대한민국과 파키스탄 양국은 1968년 1월 15일 영사 관계 수립에 합의하고 1968년 4월 22일 주이슬라마바드 대한민국 총영사관을 설치하였으며, 1969년 8월 1일 주카라치 대한민국 출장소, 1980년 6월 25일 주한 파키스탄 총영사관을 설치하였다.
1983년 11월 7일에는 외교 관계를 수립하면서 양국의 총영사관을 대사관으로 승격하였다. 같은 해 12월 31일 주카라치 출장소를 총영사관으로 승격하였다가 1999년 1월 1일 폐쇄하고 주파키스탄 대사관 카라치 분관을 신설하였다.
파키스탄의 대한반도 정책은 비동맹주의의 중립 외교 노선에 따라 기본적으로 남북한 등거리정책을 유지하는 것이다. 파키스탄은 1965년 8월의 제2차 인도-파키스탄 국경 분쟁 후 친서방에서 친중 노선으로 전환함에 따라 1972년 11월 조선민주주의인민공화국과 수교하는 등 친북 자세를 취하다가 1985년 5월 무함마드 지아울하크 대통령의 방한을 계기로 한국과의 실질 협력 관계 강화에 노력하고 있다.

## 역대 대사
- 제1대: 오재희 (1983년 ~ 1985년)
- 제2대: 홍순영 (1985년 ~ 1986년)
- 제3대: 최웅 (1987년 ~ 1989년)
- 제4대: 전순규 (1989년 ~ 1992년)
- 제5대: 김정훈 (1992년 ~ 1993년)
- 제6대: 고창수 (1993년 ~ 1996년)
- 제7대: 금정호 (1996년 ~ 1999년)
- 제8대: 윤지준 (1999년 ~ 2002년)
- 제9대: 전부관 (2002년 ~ 2005년)
- 제10대: 김주석 (2005년 ~ 2007년)
- 제11대: 신언 (2007년 ~ 2010년)
- 제12대: 최충주 (2010년 ~ 2013년)
- 제13대: 송종환 (2013년 ~ 2016년)
- 제14대: 서동구 (2016년 ~ 2017년)
- 제15대: 곽성규 (2018년 ~ 2020년)
- 제16대: 서상표 (2020년 ~ 2023년)
- 제17대: 박기준 (2023년 ~ )

## 같이 보기
- 주한 파키스탄 대사관
- 대한민국의 재외공관 목록
- 파키스탄 주재 외국공관 목록
- 대한민국-파키스탄 관계